# Экспериментальная кольцевая железная дорога ВНИИЖТ
Экспериментальная кольцевая железная дорога ВНИИЖТ (ранее — экспериментальное кольцо ЦНИИ МПС) — железнодорожный испытательный полигон в России, филиал ВНИИЖТ. Состоит из исследовательских лабораторий, трёх электрифицированных кольцевых путей и пункта управления Экспериментальным кольцом. Расположен на юге Москвы, на территории района Щербинка (по предыдущей территориальной принадлежности кольцевые пути находились в районе Южное Бутово, а дополнительные пути и основные здания в городском округе Щербинка). Предназначен для проведения комплексных испытаний локомотивов, моторвагонного подвижного состава, вагонов, элементов строения пути, приборов, узлов и оборудования. Внутри кольца находится деревня Новокурьяново. Введён в эксплуатацию в 1932 году.

## Техническое устройство

### Пути и платформы
Три кольцевых пути протяжённостью 6 км (внешний первый путь) и по 5,7 км (второй и третий пути). Первый путь расположен на ровной площадке, без уклонов, с постоянной кривизной 956 метров, оборудован централизованной автоблокировкой, устройствами диагностики движущегося подвижного состава. Второй и третий пути имеют кривые переменного радиуса с прямыми вставками, уклоны до 12 ‰ и проходят через специальную мостовую эстакаду, а с западной стороны кольца имеют спрямлённый участок. Все три пути электрифицированы, причём в контактную сеть может подаваться как переменный ток (25 кВ 50 Гц), так и постоянный (3 кВ), также 825 вольт для испытания поездов метро, пантографы на них при этом устанавливаются сверху, так же как на подъездных путях Метровагонмаша.
На первом кольцевом пути скорость движения испытываемых вагонов — до 120 км/ч, на втором и третьем — до 70 км/ч.
В юго-восточной части кольца напротив здания корпоративного университета РЖД и ВНИИЖТ расположены высокая и низкая пассажирские платформы для посадки в подвижной состав, а также съезды с первого пути кольца к железнодорожной станции Щербинка Курского направления Московской железной дороги, которое примыкает к путям кольца с восточной стороны. С подъездных путей в свою очередь имеются съезды в парк отстоя кольца.
На южной части кольца (на внешней стороне) находится макет железнодорожной станции, построенный специально для съёмок фильмов и рекламных роликов. В 2009 году на «станции» снимался фильм Generation П. Здесь также снимали фильмы Ландыш серебристый, Самая обаятельная и привлекательная и другие советские и российские картины. А также фильм Коридор бессмертия (2019). Макет был сооружён на крыше здания электрической централизации, в виде деревянной надстройки и платформы длиной около 10 метров. На станции присутствуют вывески: «багажное отделение» и «буфет (ООО ЛИСТ)». Кроме того, периодически меняется вывеска с названием станции. В разное время станция носила названия: «Сюзьва», «Любинская», «Расторгуево» и другие. Среди работников экспериментального кольца этот объект называют «Кошкин дом».

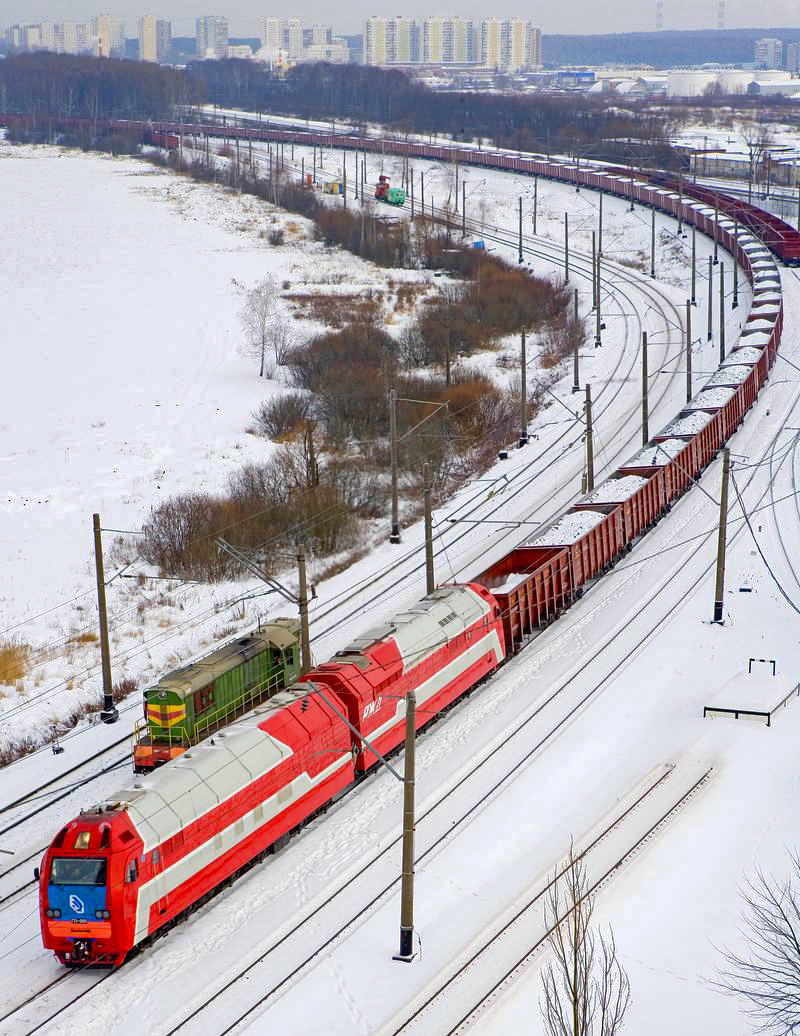
Пути кольца, вид сверху
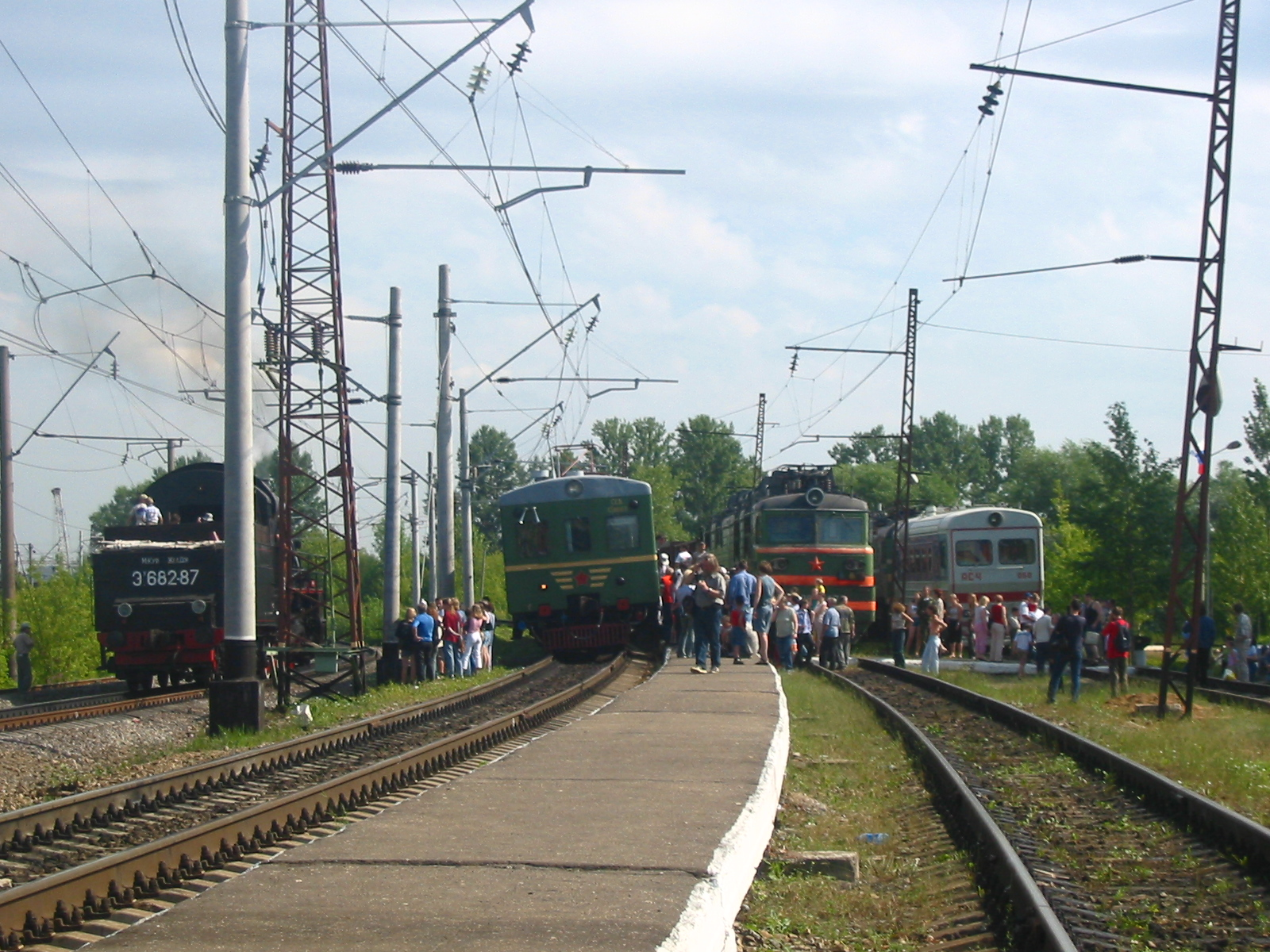
Пассажирская платформа и пути
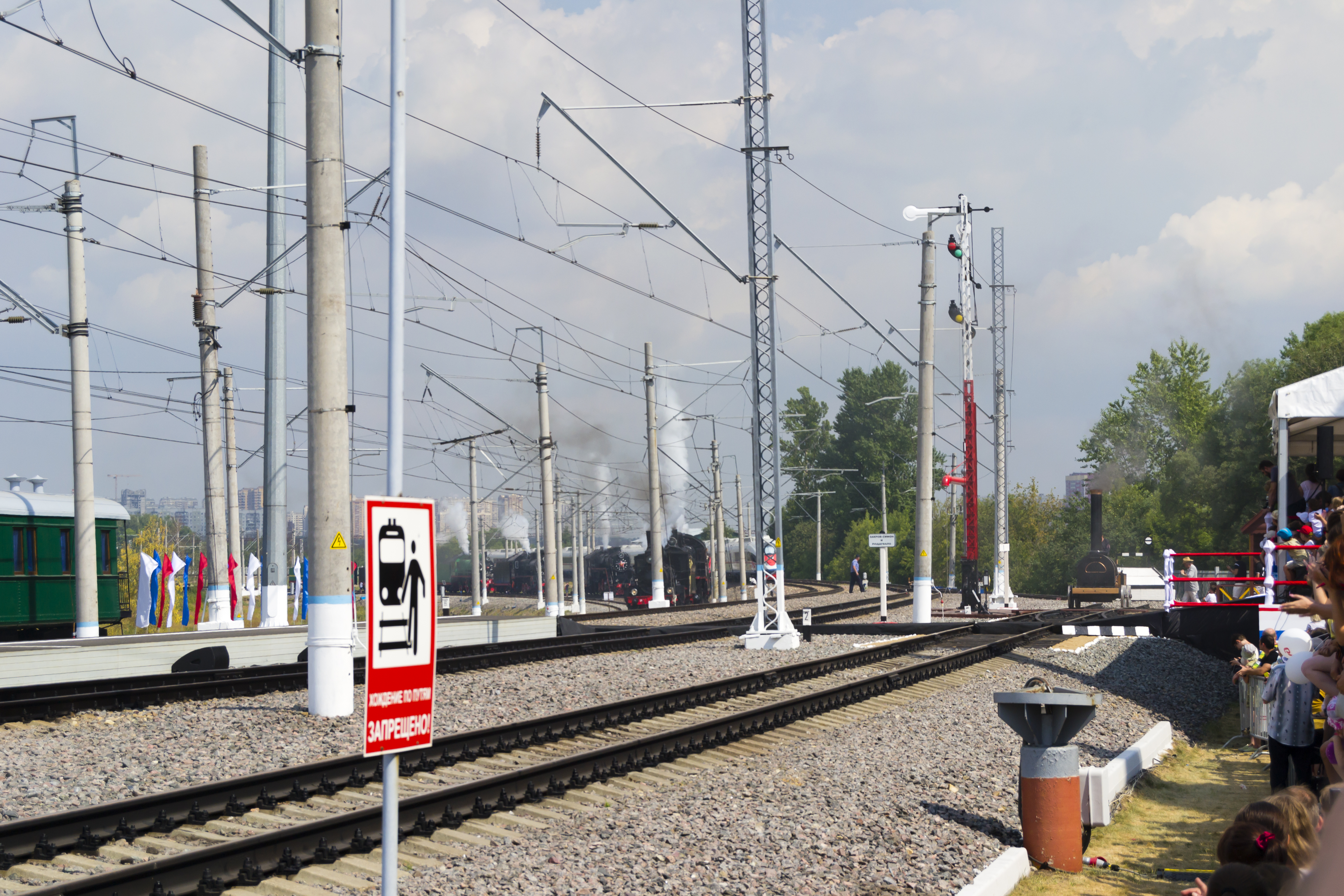
Тупиковый путь и первый путь кольца с платформой, ниже расположены второй и третий пути
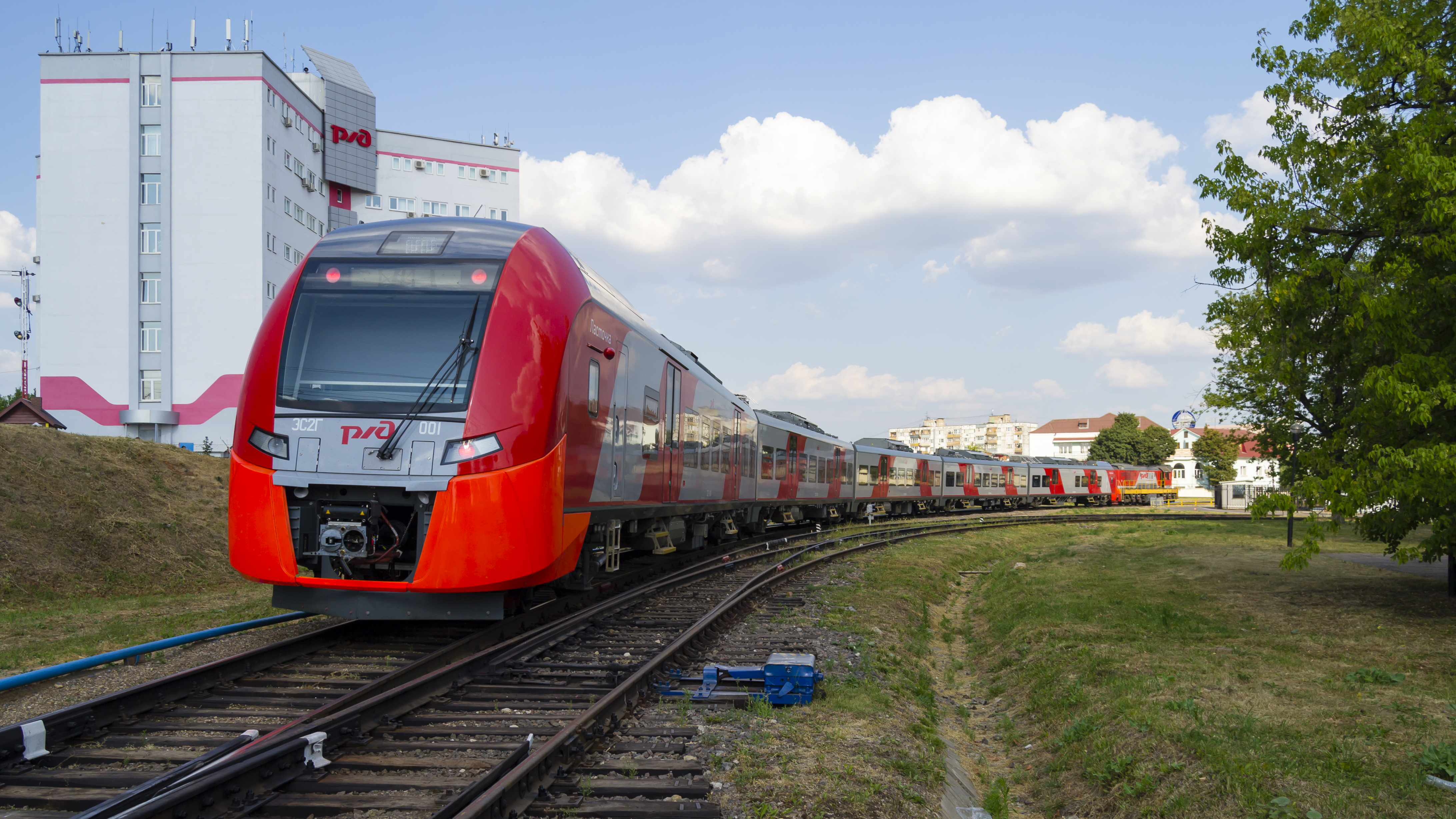
Подъездной путь с Курского направления МЖД к парку отстоя, путь на насыпи выше — к кольцу

### Парк отстоя и лаборатории

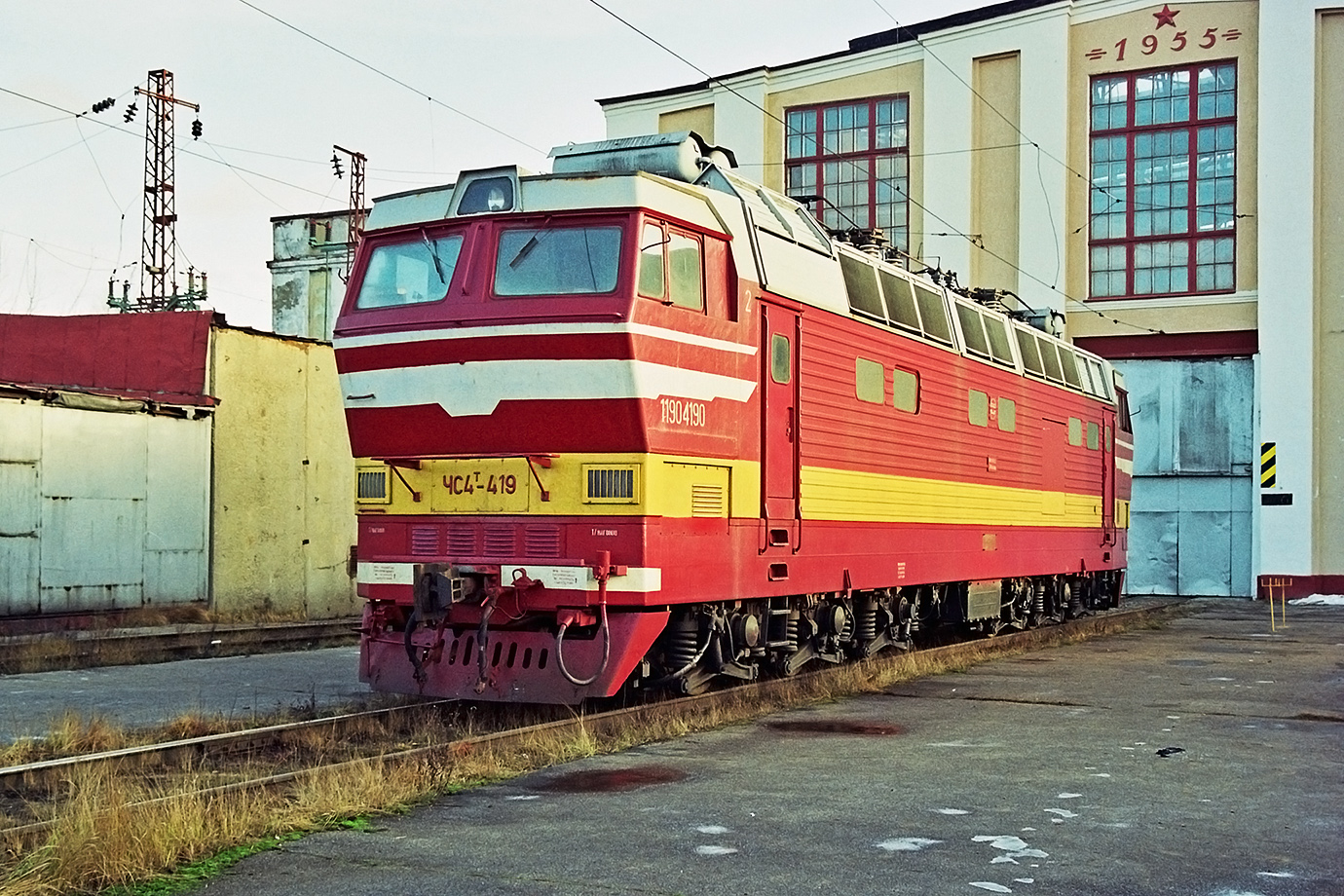
Электровоз ЧС4^{Т} возле здания депо кольца

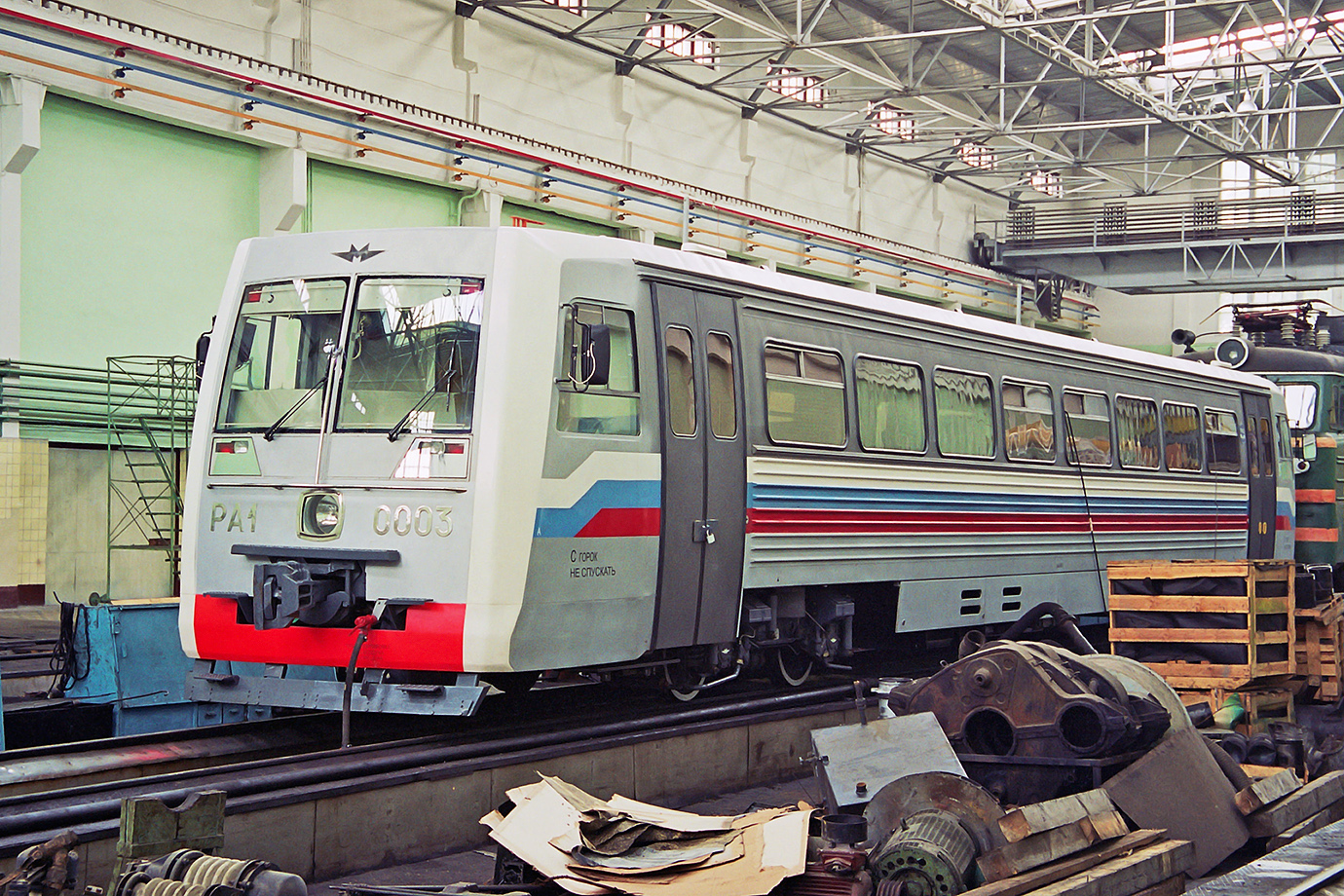
Автомотриса РА1 в депо кольца

В юго-восточной и южной части кольца с внешней стороны от его путей расположен парк отстоя испытуемого подвижного состава, где расположены здания депо и более 30 исследовательских лабораторий, оснащённых различным диагностическим и испытательным оборудованием:
- Локомотивный корпус
  - Лаборатории надёжности силового оборудования, физико-техническая, дизельная, электроподвижного состава, тяговых двигателей, телеуправления поездами, защиты от коррозии;
  - Стенды натурных испытаний;
  - Участок контактной сети с плавным регулированием напряжения от 0 до 30 кВ.
- Вагонный корпус
  - Стенд растяжения и сжатия (позволяет в стационарных условиях определять динамические свойства вагонов или специализированного подвижного состава);
  - Стенд-горка с упором, имитирующим состав массой 5200 т, для прочностных испытаний на соударения[3].
- Корпус энергетики
  - Лаборатории теплопередачи и аэродинамики, паросиловая, стационарной энергетики, газотурбинная, теплоэнергетики, рефрижераторная.
- Комплекс оборудования для испытания вагонов и локомотивов
- Участок технического ремонта подвижного состава
- Комплекс для испытания рельсов, включающий рельсоиспытательную станцию
  - Установка для обмывки рельсов, стенды для определения загрязнённости рельсов, ультразвукового контроля рельсов, дифференцированного отпуска рельсов, испытания на изгиб и разрыв, усталостных испытаний, испытания колёсных пар, копровая установка, предназначенная для определения характеристик рельсов при кратковременных ударных нагрузках.

## Выставки и мероприятия
На территории экспериментального кольца ВНИИЖТ периодически проводятся различные выставки железнодорожной техники, а также демонстрационные поездки поездов по кольцу. В советское время проводились выставки новой железнодорожной техники «Железнодорожный транспорт». С 2007 года по 2017 год раз в два года проводился международный железнодорожный салон «Экспо 1520», в ходе которого на территории депо и лабораторных корпусов выставляются новые образцы подвижного состава с возможностью захода посетителей внутрь части из них, а на путях самого кольца осуществляются демонстрационные парады поездов. В 2019 и 2021 годах такой салон проводился здесь под наименованием PRO//Движение. Экспо. Начиная с 2023 года, салон проводится в Санкт-Петербурге.
Также демонстрационные поездки периодически проводятся в честь различных железнодорожных праздников (например, в день железнодорожника и памятные даты исторических железнодорожных событий). В ходе демонстрационных поездок посетителям данных мероприятий может предоставляться возможность проехаться по кольцу в одном из поездов. В большинстве случаев поезд проезжает два круга, в связи с большим количеством посетителей выполняется повторный заезд.
- 2007 год
- Гонки паровоза Л с электропоездом Ср3

- 2011—2012 годы
- Парад новых поездов в 2011 году, выставка «Экспо 1520»
- Парад и манёвры паровозов в 2011 году, выставка «Экспо 1520»
- Парад поездов 2012 года

- 2013 год
- Парад поездов, выставка «Экспо 1520». Часть 1
- Парад поездов, выставка «Экспо 1520». Часть 2
- Выставка поездов, выставка «Экспо 1520»

- 2015 год
- Парад поездов, выставка «Экспо 1520». Часть 1
- Парад поездов, выставка «Экспо 1520». Часть 2
- Выставка «Экспо 1520»

- 2017 год
- Парад поездов, выставка «Экспо 1520»
- Выставка «Экспо 1520»

- 2019 год
- Парад поездов, выставка «Экспо 1520»
- Павильоны, выставка «Экспо 1520» и парад поездов, поездка по кольцу

- 2021 год
- Парад поездов, выставка «Экспо 1520»
- Выставка «Экспо 1520»